# Mike Edward (aktor)
Mike Edward (ur. 1974) – nowozelandzki aktor. Odtwórca roli Segovaxa w serialu telewizyjnym Starz Spartakus: Krew i piach (2010).

## Życiorys
Był dziesięcioboistą. Trenował sztuki walki i zdobył czarny pas. W latach 90. kształcił się w szkole Unitec Performing Arts. Założył mały teatr cyrkowy o nazwie Dust Palace.
Po raz pierwszy trafił na mały ekran jako Simon w serialu Riding High. Debiutował w roli filmowej jako Camou Greenie w dramacie wojennym Dziewczyna żołnierza (Soldier’s Sweetheart, 1998) na podstawie opowiadania Tima O’Briena u boku Kiefera Sutherlanda i Skeeta Ulricha. Następnie wystąpił gościnnie w serialu Xena: Wojownicza księżniczka (Xena: Warrior Princess, 2001). 
W 2003 grał Makdufa w tragedii Williama Shakespeare’a Makbet w Pandemonium Theatre w Auckland. W 2004 wystąpił jako Rocky w musicalu Rocky Horror Picture Show w The Court Theatre. W 2009 powrócił na scenę w głównej roli Richarda Hannaya w sztuce Johna Buchana 39 stopni (The Thirty-Nine Steps). W 2012 wystąpił w podwójnej roli jako Vincent Fontaine i Anioł Stróż (specjalista ds. nastolatek) w musicalu Grease.

## Filmografia
- 2001: Xena: Wojownicza księżniczka (Xena: Warrior Princess) jako Morga
- 2003: Męski striptiz (The Strip) jako Finn
- 2007: Power Rangers: Operacja Overdrive jako Thor
- 2010: Spartakus: Krew i piach (Spartacus: Blood and Sand) jako Segovax
- 2012–2013: Shortland Street jako Zac Smith
- 2015: Ash kontra martwe zło (Ash vs. Evil Dead) jako Carson
- 2016–2017: Obłudna gra (Filthy Rich) jako Fisher
- 2017–2018: Power Rangers Ninja Steel jako Master Dane